# Hollywood Regency

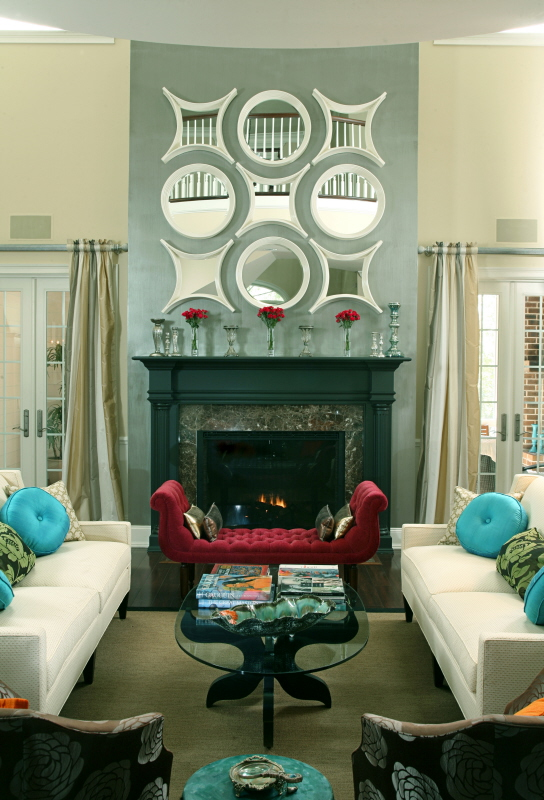
Un salon de style Hollywood Regency, avec ses miroirs, ses couleurs vives et ses contrastes.

Le Hollywood Regency, parfois appelé Regency moderne ou encore American baroque, est un style d'ameublement,  de décoration et d'architecture d'intérieur caractérisé par l'utilisation de couleurs franches et le contraste des éléments de métal et de verre, dans un ensemble qui met en valeur l'opulence en même temps que le confort. 
Ce style doit son nom d'une part au Regency britannique et d'autre part à l'industrie cinématographique américaine, plus particulièrement à l'âge d'or de Hollywood, avec ses villas glamour depuis les années 1920 jusqu'aux années 1950. Il est illustré par le travail de créateurs tels que Dorothy Draper et William Haines.

## Présentation
L'expression Hollywood Regency semble avoir été inventée dans les années 1920 par Dorothy Draper pour définir cette nouvelle tendance stylistique dont elle est l'un des chefs de file.
Le Hollywood Regency peut être défini comme un mélange de faste et de glamour réunissant la laque, le chrome et les effets de miroir, dans une mise en scène évoquant des personnages vêtus de peignoirs en satin et sirotant un cocktail.
Extravagant, déséquilibré mais moderne, le Hollywood Regency affectionne les masses de couleurs contrastées, notamment le rose, le turquoise, le jaune, ainsi que le damier noir et blanc, parfois dans une répétition ordonnée mais asymétrique. Ce décor éclectique, volontiers somptueux, est souvent complété par des éléments baroques et des dorures, en particulier des miroirs ornés d'un cadre en forme de soleil.
Tandis que le Hollywood Regency reste au goût du jour aux États-Unis dans les années 1950, le design scandinave popularisé par Florence Knoll marque un tournant décisif vers une esthétique minimaliste. Cependant, les créateurs européens ont continué à appliquer les codes du Hollywood Regency jusque dans les années 1970, avec notamment la persistance des dorures.